# Odioma
Koordinaten: 4° 20′ N, 6° 26′ O
Odioma ist ein Dorf im Bundesstaat Bayelsa, Nigeria.
Nach Angaben von Amnesty International verübte eine Joint Task Force am 19. Februar 2005 einen Überfall auf die Gemeinde von Odioma. Dabei tötete sie mindestens siebzehn Menschen und vergewaltigten zwei Frauen. Achtzig Prozent des Dorfes wurden bei dem Überfall zerstört. Bis heute hat es laut Amnesty keine unabhängigen Untersuchungen zu diesen Vorfällen gegeben. Die Verantwortlichen seien nicht zur Rechenschaft gezogen worden.
Im Februar 2005 begann Shell in Odioma, 80 Kilometer südwestlich von Port Harcourt, in den dort kürzlich erschlossenen Sümpfen Öl zu fördern. Die Rebellengruppe Movement for the Emancipation of the Niger Delta kämpft seit Anfang 2006 um die Kontrolle der einheimischen Minderheiten über das Nigerdelta. Die größte Minderheit im Nigerdelta bildet das Volk der Ijaw, viele Angehörige des Volksstammes sind rebellisch und versuchen, sich gegen ihre Ausbeutung zu wehren. Wie viele andere Minderheiten halten sie sich erfolgreich in den Mangrovensümpfen versteckt.